# Ленточник Гельмана
Ленточник Гельмана (лат. Limenitis helmanni) — дневная бабочка из рода ленточники, семейство нимфалид.

## Описание
Длина переднего крыла 25 — 31 мм. Размах крыльев 45 — 58 мм. Цвет крыльев самца — буровато-чёрный с поперечной перевязью из разобщенных белых пятен. Верхние пятна узкие и длинные. В центральной ячейке находятся лучеобразно расширяющееся от корня крыла и треугольное пятна. Расцветка самки мало отличается от самца и лишь немного крупнее его. Нижняя сторона крыльев красновато-бурого цвета с обширными элементами рисунка и более чёткими прикраевыми перевязями. Бабочки, обитающие на юге Дальнего Востока, имеют незначительные изменения в окрасе: белые пятна и перевязи более развиты.

## Ареал
Встречается в Предалтайском, Забайкальском, Средне-Амурском, Нижне-Амурском и Приморском регионах России, а также на востоке и юго-востоке Казахстана, в Китае, Кореи и Японии.

## Образ жизни

### Время лета
Ленточник Гельмана развивается в одном поколении. Время лета с конца июня до сентября.  В Новосибирской области у этого вида возможно факультативное второе поколение. Самки откладывают яйца на тонкие молодые листья. По данным с Дальнего Востока, зимуют яйца.

### Кормовые растения
Кормовое растение гусеницы — жимолость: жимолость алтайская, жимолость Маака и жимолость татарская.

### Место обитания
Место обитания — опушки ленточного бора, лесные поляны, смешанные леса, приречные заросли. 

## Замечания по охране
Включен в Красную книгу Алтайского края в 1998 году. Охраняется в Тигирекском заповеднике.